# Манчуа (Охајо)
Манчуа (енгл. Mantua) град је у америчкој савезној држави Охајо.

## Демографија
По попису из 2010. године број становника је 1.043, што је 3 (-0,3%) становника мање него 2000. године.
| Група             | 2000.         | 2010.         |
| Белци             | 1.028 (98,3%) | 1.019 (97,7%) |
| Афроамериканци    | 3 (0,3%)      | 3 (0,3%)      |
| Азијати           | 2 (0,2%)      | 1 (0,1%)      |
| Хиспаноамериканци | 6 (0,6%)      | 5 (0,5%)      |
| Укупно            | 1.046         | 1.043         |